# Clay Center (Kansas)

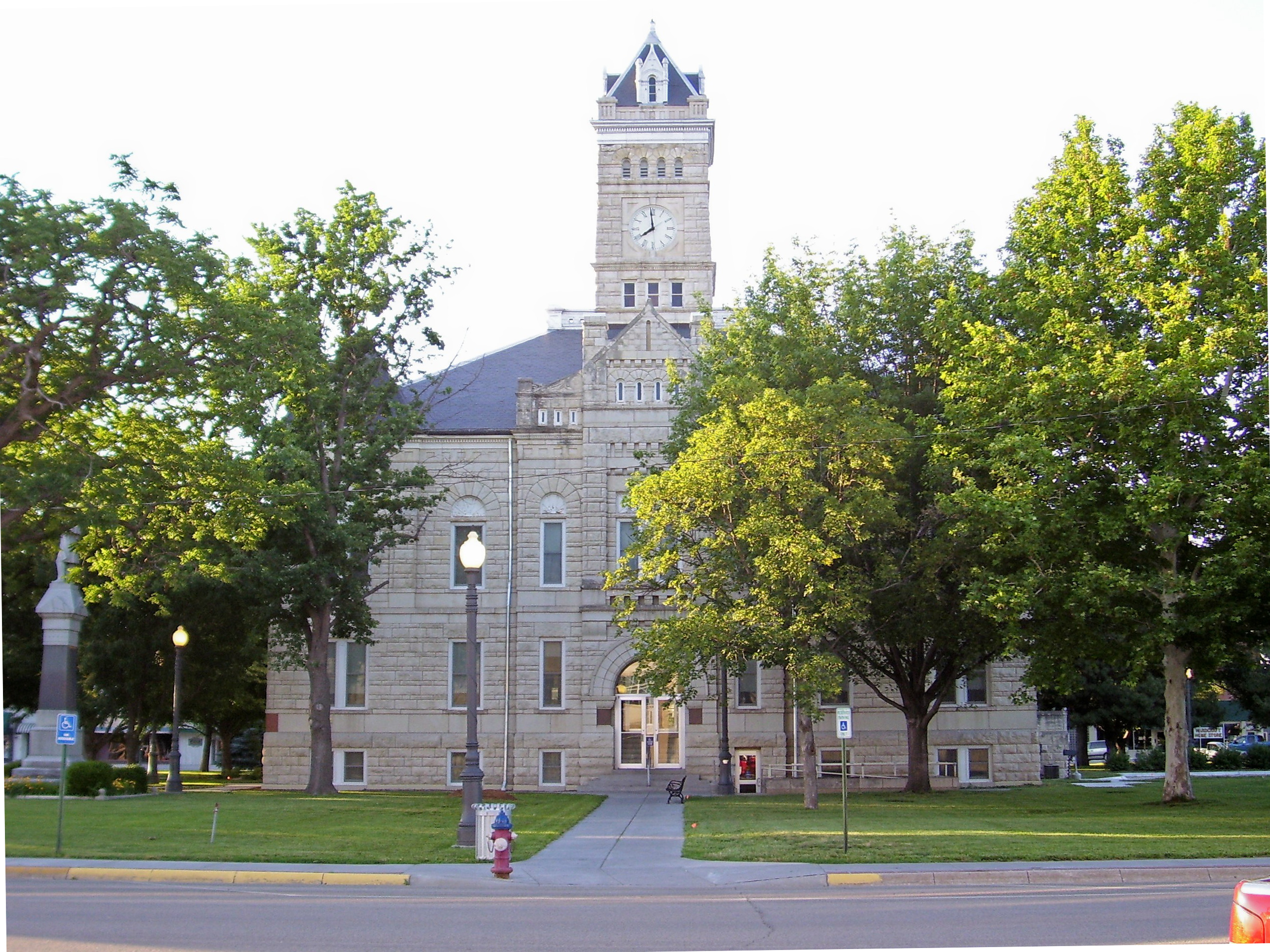
Clay County Courthouse (2006)

Clay Center ist eine Stadt im US-Bundesstaat Kansas und der Verwaltungssitz des Clay County. Die Stadt liegt im Norden des Bundesstaates und hatte beim United States Census 2020 eine Bevölkerung von etwa 4000 Einwohnern.

## Geographie
Clay Center liegt im Norden von Kansas, etwa 60 Kilometer nordwestlich von Manhattan und 200 Kilometer westlich von Kansas City. Die Stadt befindet sich am Republican River, einem Nebenfluss des Kansas River.

## Geschichte
Clay Center wurde in den 1860er-Jahren gegründet und wurde 1866 zum Verwaltungssitz von Clay County ernannt. Die Stadt entwickelte sich aufgrund ihrer Lage an wichtigen Handelsrouten und der Anbindung an die Eisenbahn.

## Wirtschaft
Die Wirtschaft von Clay Center basiert vor allem auf der Landwirtschaft, insbesondere dem Anbau von Weizen, Mais und Sojabohnen. Zudem gibt es kleinere Industriebetriebe und Dienstleistungsunternehmen.

## Bildung
Die Stadt wird vom Clay County Unified School District 379 bedient, der mehrere Schulen betreibt, darunter die Clay Center Community High School.

## Sehenswürdigkeiten und Freizeit
Zu den Sehenswürdigkeiten in Clay Center zählen:
Das Clay County Museum, das die Geschichte der Region zeigt
Der Utility Park, ein beliebter Ort für Erholung und Freizeitaktivitäten
Mehrere historische Gebäude in der Innenstadt

## Verkehr
Clay Center wird von mehreren Highways erschlossen, darunter der U.S. Highway 24, der die Stadt mit Manhattan und anderen Regionen verbindet. Der nächste größere Flughafen befindet sich in Manhattan.